# Thomas Carrère
Thomas Carrère (Perpignan, 11 février 1714-Perpignan, 26 juin 1764) est un médecin français, père de Joseph-Barthélemy-François Carrère.

## Biographie
Reçu médecin le 22 janvier 1737, professeur, recteur (1752) puis doyen de la Faculté de médecine de Perpignan, il fut le médecin ordinaire du roi.

## Œuvres
- Traité des eaux minérales du Roussillon, 1756
- De morbis cutaneis (Des maladies de la peau), 1760